# Jimmy Banks
Jimmy Banks (2. září 1964 Milwaukee – 26. dubna 2019 Milwaukee) byl americký fotbalový obránce. Zemřel na rakovinu slinivky.

## Klubová kariéra
Hrál v USA za tým Milwaukee Wave.

## Reprezentační kariéra
Za reprezentaci USA nastoupil v letech 1986–1991 celkem ve 36 reprezentačních utkáních. Byl členem reprezentace USA na Mistrovství světa ve fotbale 1990, nastoupil v utkání proti Rakousku a Itálii.